# Chris Murphy (politico)
Christopher Scott Murphy, detto Chris (White Plains, 3 agosto 1973), è un politico e avvocato statunitense, senatore per lo stato del Connecticut dal 2013 ed in precedenza membro della Camera dei Rappresentanti per lo stesso stato dal 2007 al 2013. Ancor prima, Murphy ha servito come senatore statale dal 2003 al 2007 e come rappresentante statale dal 1999 al 2003. Murphy è membro del Partito Democratico.

## Biografia
Nato nello stato di New York, Murphy si laureò in legge all'Università del Connecticut e lavorò come avvocato, prestando anche consulenze legali nell'ufficio del senatore democratico Chris Dodd.
Dopo aver servito nella legislatura statale del Connecticut, nel 2006 Murphy si candidò alla Camera dei Rappresentanti sfidando la deputata repubblicana in carica da ventiquattro anni Nancy Johnson. La Johnson godeva di una buona popolarità nel suo distretto ma nonostante ciò Murphy la sconfisse con un margine di circa ventiduemila voti.
Fu poi riconfermato dagli elettori per altri due mandati nel 2008 e nel 2010. Nel 2011 dichiarò di non voler cercare la rielezione e si candidò invece al Senato per succedere a Joe Lieberman. Nelle elezioni di novembre 2012 Murphy sconfisse l'avversaria repubblicana Linda McMahon e divenne senatore.
Murphy è giudicato un democratico liberale e fa parte della New Democrat Coalition.